# (5646) 1990 TR
Az (5646) 1990 TR egy földközeli kisbolygó. Ueda és Kaneda fedezte fel 1990. október 11-én.